# Ekrejegbe
Ekrejegbe ist ein Dorf in der Ughelli South Local Government Area im Delta State, Nigeria, das an Ekakpamre grenzt. Die Menschen sind überwiegend christliche und traditionelle Gläubige. Eine der Straßen im Dorf Ekrejegbe ist als Ekrogbe-Viertel bekannt.
Am 17. September 1999 gehörte Ekrejegbe zu den Gemeinden in Ughievwen, die von einer Ölkatastrophe betroffen waren, die zu einem Brand führte.